# Słońcowiórka
Słońcowiórka (Heliosciurus) – rodzaj ssaków z podrodziny afrowiórek (Xerinae) w obrębie rodziny wiewiórkowatych (Sciuridae).

## Rozmieszczenie geograficzne
Rodzaj obejmuje gatunki występujące w Afryce.

## Morfologia
Długość ciała (bez ogona) 182,3–241,1 mm, długość ogona 201–274 mm; masa ciała 165,9–382,5 g.

## Systematyka
Rodzaj zdefiniował w 1880 roku francuski zoolog Édouard Louis Trouessart w artykule zatytułowanym Rewizja rodzaju wiewiórka (Sciurus), opublikowanym w czasopiśmie „Le Naturaliste”. Na gatunek typowy Trouessart wyznaczył (oryginalne oznaczenie) Sciurus annulatus A.G. Desmarest, 1822, jednak nazwa ta została w 1957 roku uznana za nieważną przez Międzynarodową Komisję Nomenklatury Zoologicznej, która jednocześnie na gatunek typowy wyznaczyła Sciurus gambianus Ogilby, 1835.

### Etymologia
Heliosciurus: gr. ἡλιος hēlios ‘słońce’; rodzaj Sciurus Linnaeus, 1758 (wiewiórka).

### Podział systematyczny
Do rodzaju należą następujące gatunki:
| Grafika | Gatunek                   | Autor i rok opisu       | Nazwa zwyczajowa          | Podgatunki         | Rozmieszczenie geograficzne | Podstawowe wymiary                           | Status IUCN |
| ------- | ------------------------- | ----------------------- | ------------------------- | ------------------ | --- | -------------------------------------------- | ----------- |
|         | Heliosciurus gambianus    | (W. Ogilby, 1835)       | słońcowiórka gambijska    | 16 podgatunków     | od Senegalu i Gambii na wschód do Sudanu Południowego (izolowana populacja w Dżabal Marra), Erytrei, Etiopii, Ugandy i północno-zachodniej Kenii; także środkowa Angola, Zambia, południowa Demokratyczna Republika Konga i południowo-zachodnia Tanzania; zakres wysokości: około 2000 m n.p.m. | DC: 20–22 cm DO: 23–24 cm MC: 245–329 g      | LC          |
|         | Heliosciurus rufobrachium | (G.R. Waterhouse, 1842) | słońcowiórka czerwononoga | 21 podgatunków     | Afryka Zachodnia i Środkowa od Senegalu i Gambii na wschód do Kenii i północno-zachodniej Tanzanii, na południe do Gabonu, Konga i wschodnio-środkowej Demokratycznej Republice Konga oraz wyspa Bioko                                                                                           | DC: 22–23 cm DO: 24–25 cm MC: 361–380 g      | LC          |
|         | Heliosciurus punctatus    | (Temminck, 1853)        | słońcowiórka mała         | 2 podgatunki       | Sierra Leone i skrajnie południowo-zachodnia Gwinea na wschód do południowej Ghany (na zachód od rzeki Wolta) | DC: 18,2–18,5 cm DO: 20–21 cm MC: 166–169 g  | DD          |
|         | Heliosciurus ruwenzorii   | (Schwann, 1904)         | słońcowiórka górska       | 4 podgatunki       | Wielki Rów Zachodni we wschodniej Demokratycznej Republice Konga, zachodniej Ugandzie, Rwandzie i Burundi; zakres wysokości: 1600–2700 m n.p.m. | DC: 21–22 cm DO: około 25 cm MC: około 300 g | LC          |
|         | Heliosciurus undulatus    | (F.W. True, 1892)       | słońcowiórka falista      | gatunek monotypowy | południowo-wschodnia Kenia i północno-wschodnia Tanzania (wraz z wyspami Zanzibar i Mafia; zakres wysokości: do 2000 m n.p.m. | DC: 23–24 cm DO: 26–27 cm MC: około 315 g    | DD          |
|         | Heliosciurus mutabilis    | (W.C.H. Peters, 1852)   | słońcowiórka zmienna      | 5 podgatunków      | południowa Tanzania, południowa i wschodnia Zambia, Malawi, Mozambik i wschodnie Zimbabwe (las Chirinda) | DC: 22–23 cm DO: 23–27 cm MC: 333–382 g      | LC          |

Kategorie IUCN:  LC  – gatunek najmniejszej troski,  DD  – gatunki o nieokreślonym stopniu zagrożenia.